# Вилхелм II (Фландрия)
Вижте пояснителната страница за други личности с името Вилхелм II.
Вилхелм II (Гильом) дьо Дампиер (на френски: Guillaume III de Dampierre comte de Flandre, на немски: Wilhelm III von Flandern; * 1224; † 6 юни 1251, Курсел, Белгия) от фламския род Дом Дампиер, e като Вилхелм III господар на Дампиер и от 1246 г. като Вилхелм II граф на Фландрия.

## Живот
Той е син на Гильом II дьо Дампиер (1196 – 1231), сеньор на Дампиер, и съпругата му графиня Маргарета II Константинополска (1202 – 1280), дъщеря на Балдуин I, император на Латинската империя, и на съпругата му Мария Блоа-Шампанска.
Вилхелм се жени през ноември 1247 г. в Льовен за Беатрикс Брабантска (* 1225; † 11 ноември 1288), вдовица на крал Хайнрих Распе IV, дъщеря на Хайнрих II, херцог на Брабант и Долна Лотарингия, и първата му съпруга Мария фон Хоенщауфен, дъщеря на немския крал Филип Швабски и Ирина Ангелина, дъщеря на византийския император Исак II Ангел. Бракът е бездетен.
Вилхелм II участва в шестия кръстоносен поход в Египет и попада през април 1250 г. в плен на мамелюците. При връщането му Вилхелм II през 1251 г. е убит на турнир в Тразени (Курсел, Белгия) от група рицари, поддръжници на братята Авен. Погребан е в абатството Марквете при Лил. Последван е като граф на Фландрия от по-малкия му брат Ги I заедно с майка им.